# Енні Моррілл Сміт
Е́нні Мо́ррілл Смі́т (13 лютого 1856 — 26 листопада 1946) — американська ботанік і бріолог з Брукліна. Вона була самоучкою-любителькою, проте зробила важливий внесок у розвиток Мохового товариства Саллівана. З 1906 по 1911 рік вона виступала єдиним редактором «Бріолога». Також вона опублікувала ряд важливих генеалогічних книг. Народилася Енні у сім'ї Х'ю Синтії (Ленґдон) Моррілл (англ. Hugh Cynthia (Langdon) Morrill) і Генрі Івіна Моррілла (англ. Henry Eawin Morrill), доктора медичних наук. Вона здобула освіту в Колегіальному інституті Пакера, і в 1880 році одружилася з Х'ю Монтгомері Смітом (англ. Hugh Montgomery Smith), лікарем, який несподівано помер у 1897 році.
У молодості Енні Моррілл Сміт вивчала ботаніку за кордоном і захопилася мохоподібними та лишайниками. Вона була знайома з Елізабет Гертрудою Бріттон та Абелем Джоелем Гроутом, співзасновниками Мохового товариства Саллівана. Після смерті чоловіка вона стала спільним редактором видання «Бріолог». Із 1905 року вона була офіційним редактором і працювала в цій ролі до 1911 року. Протягом цього часу вона використовувала значну частину своїх особистих коштів, щоб підтримувати товариство платоспроможним. 10 років вона працювала скарбником товариства; крім того була віцепрезидентом протягом семи років і президентом на два роки.
Енні Моррілл Сміт також опублікувала кілька генеалогічних книг, серед яких «Від одного покоління до іншого» (1906) про сім'ю Ленґдонів, «Моррілл Кіндред в Америці» (1914) про Морріллів та «Предки Генрі Монтгомері Сміт і Кетрін Форші» (1921). Похована на Грін-Вудському цвинтарі, Бруклін.